# Autostrada D4 (Słowacja)
Autostrada D4 (słow. diaľnica D4) – autostrada na Słowacji.
Pierwszy, dwukilometrowej długości odcinek łączący Bratysławę z granicą z Austrią (A6). Ruch na tym odcinku odbywa się trzema pasami ruchu w kierunku przejścia granicznego i dwoma w kierunku do miasta. Drugi trzykilometrowy odcinek jednej jezdni na północnym skrzyżowaniu z autostradą D1. Autostrada docelowo ma mieć około 48 km długości i stanowić wschodnią obwodnicę stolicy Słowacji. Pierwotnie fragment o długości 20 km miał być drogą ekspresową R-NO (słow. Nultý okruh).

## Przebieg
Autostrada D4 zaczyna się na słowacko-austriackim przejściu granicznym Jarovce i łączy się z autostradą A6. Na południu i północy Bratysławy będzie przecinać się z autostradą D2, a na zachodzie z autostradą D1. Będzie kończyć się na słowacko-austriackim przejściu w Devínska Nová Ves i połączy się z projektowaną austriacką drogą ekspresową S8.

## Odcinki
Długość autostrady D4 ma wynieść 48 km.
| Odcinek                                     | Długość | Lata budowy | Uwagi                                                                                     |
| ------------------------------------------- | ------- | ----------- | ----------------------------------------------------------------------------------------- |
| Jarovce,granica SK/AT – Bratysława, Jarovce | 2 km    | 1996 – 1999 |                                                                                           |
| Bratysława, Jarovce – Bratysława, Rača      | 27 km   | 2016 –      | planowane otwarcie- 2021                                                                  |
| Bratysława, Rača – Záhorská Bystrica        | 12,4 km |             |                                                                                           |
| Záhorská Bystrica – Devinska Nová Ves       | 3 km    | 2009 – 2011 | obecnie istnieje tylko lewa jezdnia. Realizacja drugiej nitki planowana jest na 2030 rok. |
| Devinska Nová Ves – granica SK/AT           | 3,6 km  |             |                                                                                           |